# تاندسبین
تاندسبین (به سوئدی: Tandsbyn) یک منطقهٔ مسکونی در سوئد است که در بخش اوسترشوند واقع شده‌است. تاندسبین ۰٫۵۸ کیلومتر مربع مساحت و ۳۷۴ نفر جمعیت دارد.